# Nikolaus Baalbaki

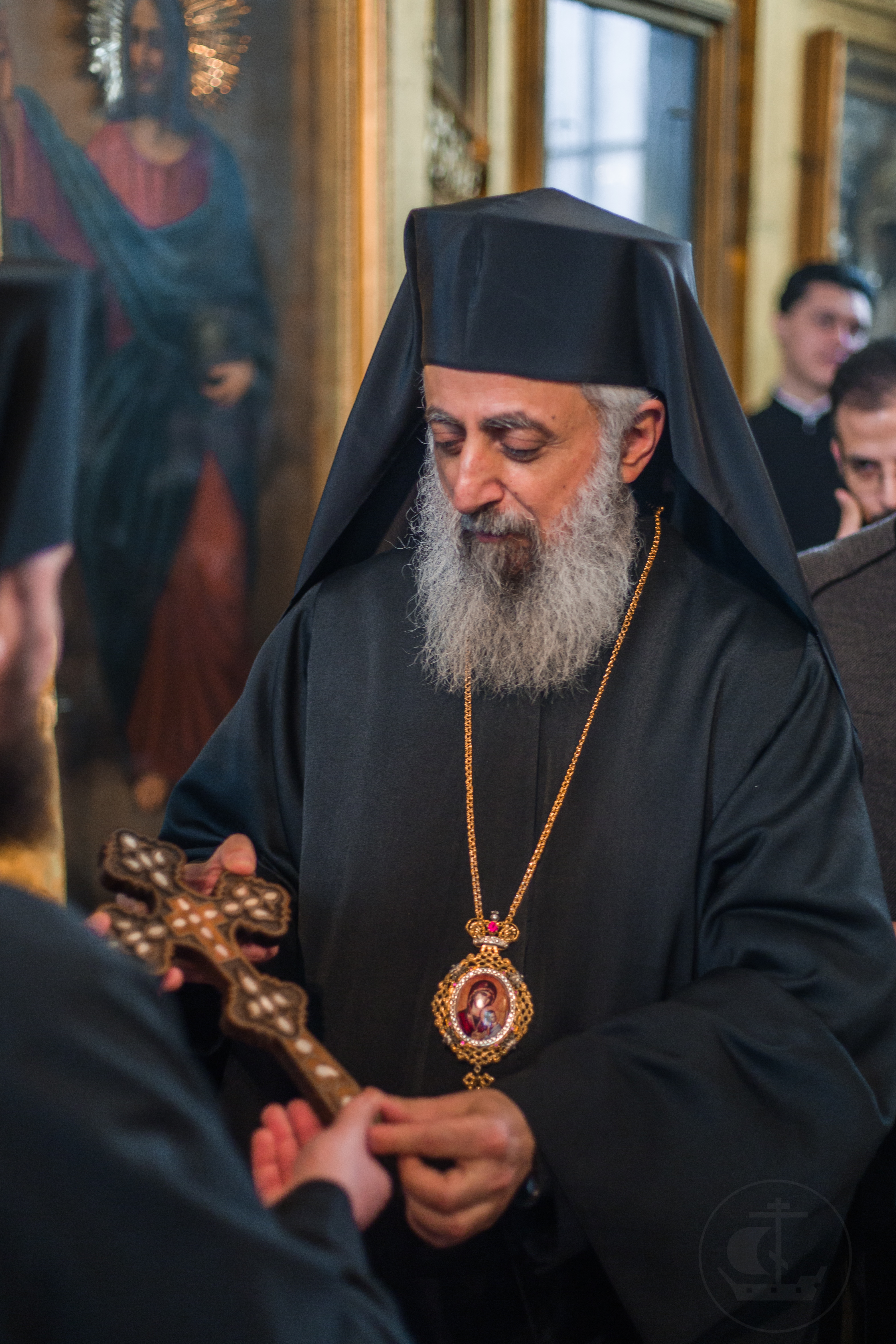
Nikolaus Baalbaki

Ghassan Nikolaus Baalbaki (arabisch غسان نيقولاوس بعلبكي; * 1957 in Damaskus) ist ein syrischer Priester des Griechisch-Orthodoxen Patriarchats von Antiochien und seit 2017 als Nikolaus (arabisch نيقولاوس) Metropolit des orthodoxen Erzbistums Hama in der Georgskathedrale zu Hama.

## Leben
Ghassan Nikolaus Baalbaki wurde 1957 geboren und erzielte in Damaskus die Hochschulreife mit Auszeichnung. An der Universität Damaskus studierte er Humanmedizin und schloss 1980 als Doktor der Medizin ab. In den folgenden Jahren bis 1984 spezialisierte er sich auf Allgemeinchirurgie. Am 8. November 1985 wurde er vom Patriarchen Ignatius IV. zum Diakon und 1986 zum Priester ordiniert. 1989 wurde er Archimandrit.
Ghassan Nikolaus Baalbaki diente als Priester in den griechisch-orthodoxen Kirchen von Damaskus und auf dem Land. Sein Schwerpunkt war die kirchliche Jugendarbeit, die er in vielen Kirchen von Damaskus erst begründete. Er arbeitete zudem daran, Frauen stärker in kirchliche Aktivitäten einzubeziehen. Später gründete er die Bruderschaft des Heiligen Kreuzes in Damaskus mit Blick auf orthodoxe Familien.
Von 1993 bis 1998 studierte er an der Universität Balamand orthodoxe Theologie. 2001 übertrug ihm Patriarch Ignatius IV. die Leitung des griechisch-orthodoxen Krankenhauses al-Hosn bei al-Hawasch (Wadi an-Nasara). Am 10. Juli 2011 wurde er zum Pfarrer von Bludan (51 km nordwestlich von Damaskus) benannt. 2013 wurde er Richter am kirchlichen Gericht im Bistum Damaskus. Am 30. März 2017 ernannte ihn Johannes X. zum akkreditierten Patriarchen und Vertreter der Erzdiözese Hama. Nach dem Tod des Metropoliten Elias (Saliba) wurde er am 7. Juni 2017 von der Heiligen Synode zum Metropoliten des Erzbistums Hama gewählt. Die Amtseinführung fand am 15. und 16. Juni 2017 in der Georgskathedrale von Hama statt.